# حنوت
حنوت (انگلیسی: Henut) یک ملکه در مصر باستان با عنوان رسمی همسر پادشاه در دوران حکمرانی دودمان هجدهم مصر بود. حنوت تنها از روی سه شیء شناخته می‌شود. در موزه مصر در قاهره قطعه‌ای از سنگ مرمر سفید وجود دارد که متعلق به یک کوزه کانوپی است. در اینجا از ملکه نام برده شده و عنوانِ همسر پادشاه بر او نهاده شده است. او بر روی قطعه‌ای از یک بادبزن چوبی که در مقبره دابلیوبی۱ که در دره‌ای فرعی، نه چندان دور از دره پادشاهان واقع شده است، یافت شده است، دیده می‌شود. در اینجا او عناوین زینت پادشاه و همسر پادشاه را بر خود دارد. در نهایت، او از روی یک ظرف آرایشی شناخته می‌شود که فقط نامش بر آن حفظ شده است. این ظرف هم از مقبره دابلیوبی۱ آمده است. مقبره اخیر زمانی کشف شد که به‌شدت غارت‌شده بود، اما احتمالاً حاوی چندین مومیایی از اعضای خانواده سلطنتی دودمان هجدهم مصر بوده باشد. شوهر او هنوز به‌طور قطعی شناخته نشده است، اما به نظر می‌رسد پادشاه آمنهوتپ سوم باشد (که از حدود ۱۳۸۶ تا ۱۳۴۹ قبل از میلاد حکومت می‌کرد) زیرا بیشتر تدفین‌های آنجا متعلق به دوران سلطنت اوست.